# آنتوان سوریوگین
آنتوان سوریوگین ارمنی: Անտուան Վասիլի Սևրուգին (Սերունյան, Սեգրուվյան, Սևրիոգին) (به گرجی: ანტუან სევრიუგინი) (زادهٔ ۱۸۵۱ – درگذشتهٔ ۱۹۳۳) همچنین در ایران معروف به آنتوان سوروگین و موسیو آنتوان‌خان، عکاس ارمنی گرجیتبار-  ساکن در ایران عصر قاجار و پهلوی بود. آنتوان سوریوگین با ۵ دهه فعالیت حرفه‌ای عکاسی، یکی از مهم‌ترین مستندنگاران زندگی ایرانیان از دوران ناصرالدین‌شاه تا سلطنت رضاشاه است. او برای کامل کردن مجموعه عکس‌های خود تمامی ایران را زیر پا گذاشت و از سوژه‌های گوناگون عکاسی کرد. مردم، مناظر، بناهای تاریخی، آداب و رسوم، مشاغل و حرفه‌ها، اشیاء و سرانجام بسیاری از زوایای زندگی ایرانیان سوژهٔ عکاسی او بودند.

## تولد
آنتوان سوروگین ۱۸۵۱ میلادی (۱۲۳۰ خورشیدی) در سفارت روسیه در تهران از پدری ارمنی به نام واسیل سوروگین (ارمنی: Վասիլ Սևրուգին) و مادر گرجی به نام آچین خانوم (ارمنی: Աչին Խանում) زاده شد. سال‌های نخستین عمرش را در تهران گذراند. پدرش واسیلی خاورشناس و دیپلمات سفارت روسیهٔ تزاری در تهران بود. علاقه او به ایران در همین دوره پدید آمد و بعدها یکی از دوستداران و ستایشگران ایران و ایرانیان شد. او در کودکی به هنر نقاشی نیز علاقه داشت.
پس از فوت پدر آنتوان که بر اثر حادثه‌ای در اسب‌سواری در تهران کشته شد، مادرش به دلیل عدم تمایل به دریافت مستمری از ایران با فرزندان خود به گرجستان بازگشت. آنتوان پس از مرگ پدر برای کمک به خانواده نقاشی را کنار گذاشت و همراه با برادرانش امانوئل و کولیا نزد عکاس معروف روسی دیمتری ایوانویچ ژرماکوف در تفلیس عکاسی آموخت. ژرماکف از سال ۱۸۷۰ مشغول سفر و عکاسی از ایران بوده و تا زمان آخرین سفرش حدود ۲۴٬۵۵۶ عکس از ایران تهیه کرده بود. سوروگین نیز پس از آشنایی با ژرماکف مصمم می‌شود به ایران سفر کند و به عکاسی از مردم و فرهنگ و طبیعت آن بپردازد.

## مهاجرت به ایران
او در سال ۱۸۷۰ (۱۲۴۹) همراه با برادرانش به تبریز آمد و در آنجا ساکن شد و به دستگاه ولیعهد مظفرالدین میرزا راه یافت و از او لقب «خان» نیز گرفت. هنگامی که مظفرالدین میرزا برای به دست گرفتن قدرت، عازم تهران شد آنتوان نیز در التزام رکاب او بود و تا آخرین روزهای سلطنتش وی را همراهی کرد. آنتوان در تهران یک استودیو عکاسی در خیابان علاءالدوله (فردوسی کنونی) جنب درب شرقی میدان مشق دایر کرد.
آنتوان خان در تهران با زنی ارمنی به نام لوئیز گورگنیان ازدواج کرد و حاصل این ازدواج هفت فرزند بود؛ که یکی از آنان آندره سوروگین بوده است.

## شهرت

آنتوان سوروگین به همراه همسر و فرزندان

آنتوان سوروگین یکی از موفق‌ترین عکاسهای عصر خود بود. بیشتر عکس‌های گرفته‌شده توسط آنتوان خان متعلق به سال‌های ۱۸۷۰ تا ۱۹۳۰ (۱۲۴۹ تا ۱۳۰۹) است. او به علت این‌که توانایی صحبت کردن به زبان فارسی را مانند زبان مادری داشت، به خوبی توانست با قشرهای فرهنگی مختلف مردم ایران ارتباط برقرار کند. عکس‌های او از دربار سلطنتی، حرمسراها، مساجد و بناهای یادبود دیگر ادیان بسیار شاخص بود و او را متمایز با دیگر عکاسان مشهور اروپایی در ایران می‌کند. ناصر الدین شاه علاقهٔ زیادی به عکس‌های دربار و پرتره آنتوان خان داشت.
وی به آموختن نقاشی سنتی ایرانی نیز همت گماشت به همین خاطر فردریک بورر مورخ عکاسی بر این باور است که عکاسی سوروگین برآیند دو سبک زیبایی‌شناسی شرقی و غربی است و تأثیرات رامبراند و رضا عباسی را توامان در آثار وی می‌توان مشاهده کرد.
علاقه‌مندی آنتوان خان به کیفیت و تغییرات نور سبب شد که وی بیشتر عکس‌هایش را در میانه روز و هنگامی که تابش عمودی خورشید، سایه‌ها را کوتاه می‌کند عکسبرداری کند.
او زبان فرانسه را خوب می‌دانست و به سال ۱۸۷۹ (۱۲۵۸) رسالهٔ عکاسی، عکاس مشهور فرانسوی لیبر (Liebert) را به فارسی ترجمه و به مظفرالدین میرزا تقدیم کرد.
آنتوان خان توانائی خود را در تصویربرداری از دو حادثه مهم تاریخی دوران فعالیت هنریش نشان داد:
- تصاویر میرزا رضای کرمانی پس از قتل ناصرالدین‌شاه و همچنین مراسم تشییع جنازهٔ شاه[۷]
- به تصویر کشیدن رخدادهای نهضت مشروطیت

حاصل زندگی هنری او که گردآوری هفت هزار نگاتیو شیشه‌ای از کارهایش و شماری از کارهای عکاسان پیش از او بود. شیشه‌ها منظم شده و شماره‌خورده بود. شماره‌ها به شیوه رقم‌زدن هنرمندان نقاش ایرانی، در کوشه و کنار شیشه به گونه‌ای نوشته شده بود که کمتر به چشم می‌خورد.
سوروگین عکس‌هایش را روی مقوایی ویژه می‌چسباند و در پشت مقوا، نشان عکاس‌خانه‌اش (این نشان همایونی هدیهٔ ناصرالدین‌شاه بود) را به همراه نشانی عکاس‌خانه به فارسی و فرانسه چاپ می‌کرد. نشانی فارسی چنین بود: عکاسخانهٔ موسیو آنتوان سوریوگین، خیابان علاءالدوله، درب میدان مشق طهران.

## بمب‌گذاری در عکاس‌خانه

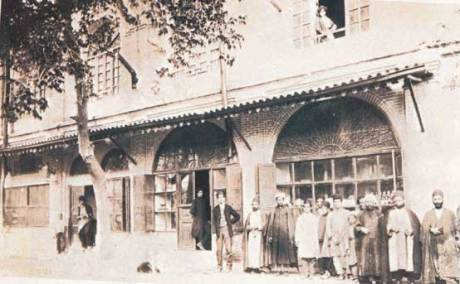
عکاس‌خانه آنتوان سوریوگین در خیابان علاءالدوله، در جنب شرقی میدان مشق قرار داشت.

سوریوگین با مشروطه‌خواهان در ارتباط بود و به ناچار به سفارت انگلیس پناهنده شد. در سال ۱۹۰۸ (۱۲۸۷)، وابستگان محمدعلی‌شاه قاجار در عکاس‌خانهٔ او بمب گذاشتند و حدود ۵ هزار نگاتیو شیشه‌ای او نابود شد.
با انقراض سلسله قاجار و برآمدن پهلوی، پادشاه جدید شروع به نفی گذشته کرد و ۲۰۰۰ شیشه پرارزش سوروگین به این بهانه که بیانگر دوران رژیمی ساقط شده و کهنه است و با ایران مدرنی که حکومت سعی در نشان دادنش داشت در تضاد است، مصادره و توقیف شد.

آنتوان سوریوگین در سال‌های بعد از ۱۹۳۰ میلادی.

## درگذشت
او به سال ۱۹۳۳ میلادی (۱۳۱۲ خورشیدی) بر اثر عفونت کلیه درگذشت و در آرامستان دولاب به خاک سپرده شد.

## آثار به‌جای مانده
تنها دخترش ماری که در واپسین سال‌های عمر آنتوان خان عکاسخانه را اداره می‌کرد، بابت دوستی‌ای که با محمدرضا شاه پهلوی داشت، توانست ۶۹۶ قطعه از شیشه‌ها را از توقیف درآورد. این شیشه‌ها و شماری از عکس‌های کار سوروگین بعد از مرگ او و تعطیل شدن عکاسخانه‌اش به کلیسای پروتستان آمریکایی تهران منتقل شد؛ و در سال ۱۹۵۱ این آثار در اختیار موسسهٔ اسمیتسونین در شهر واشینگتن قرار گرفت و اکنون در گالری هنر فریر است. نمایشگاهی از عکس‌های او به سال ۱۹۸۳ در آن گالری برگزار شد.
یکصد و شصت و هشت قطعه از عکس‌های او نیز در میان مجموعهٔ عکس‌های یک دیپلمات هلندی به موزهٔ ملی نژادشناسی شهر لیدن کشور هلند هدیه شده که مورد مطالعه و معرفی قرار گرفته است. عکس‌های او در نمایشگاهی در شهر بروکسل به سال ۱۸۹۷ و نمایشگاهی در شهر پاریس به سال ۱۹۰۰ موفق به دریافت مدال شد و خود او از دولت ایران دارای نشان مقدس بود. جهانگردان و پژوهشگران اروپائی که در سدهٔ ۱۹ و آغاز سدهٔ ۲۰ (میلادی) به ایران سفر کرده و خود عکاس نبوده‌اند، عکس‌های مورد نیاز برای چاپ در سفرنامه‌ها و کتاب‌های خود را در ایران تهیه می‌کردند. از همین راه است که شمار زیادی از عکس‌های سوروگین به سفرنامه‌ها راه یافته و در همان زمان زندگی شهرت سوروگین را به خارج از ایران کشانده است.

## نگارخانه

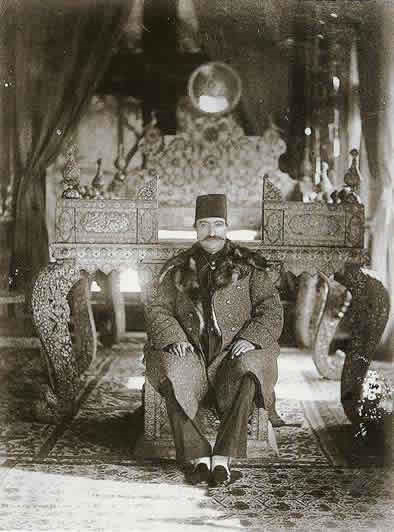
ناصرالدین‌شاه بر روی تخت طاووس
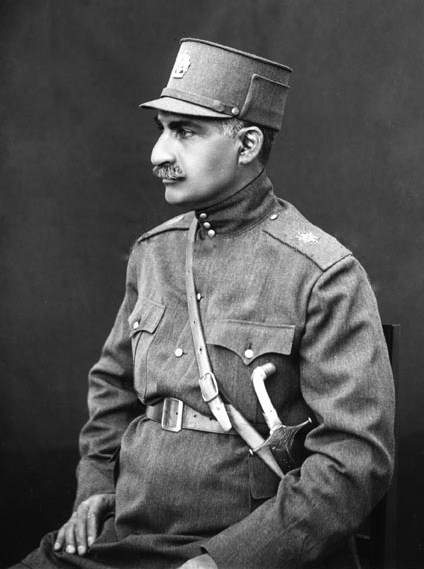
سردار سپه در مقام وزیر جنگ
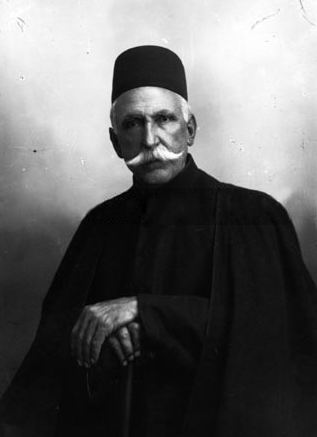
نقاش کمال‌الملک
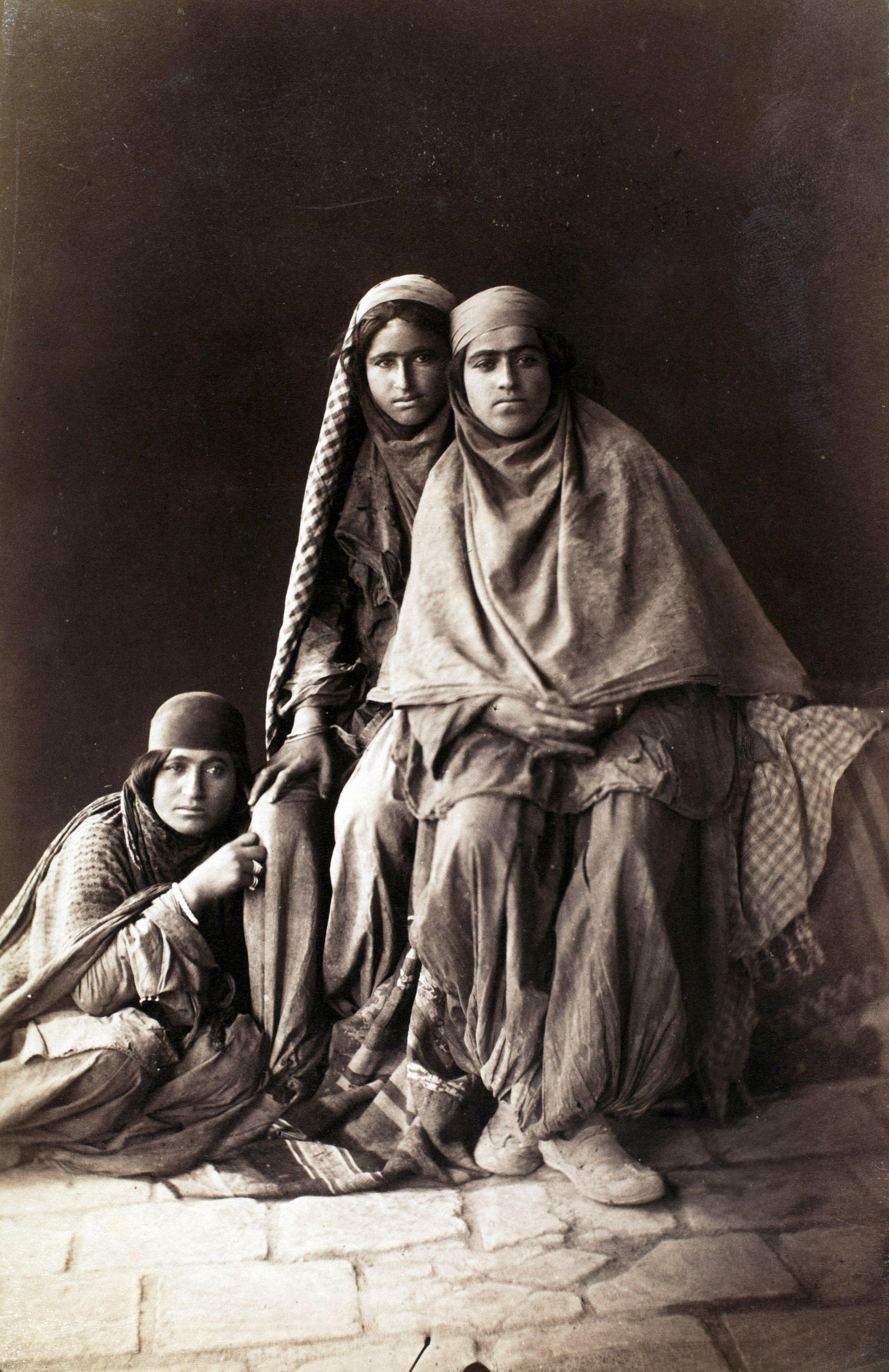
سه دختر از عشایر ایران
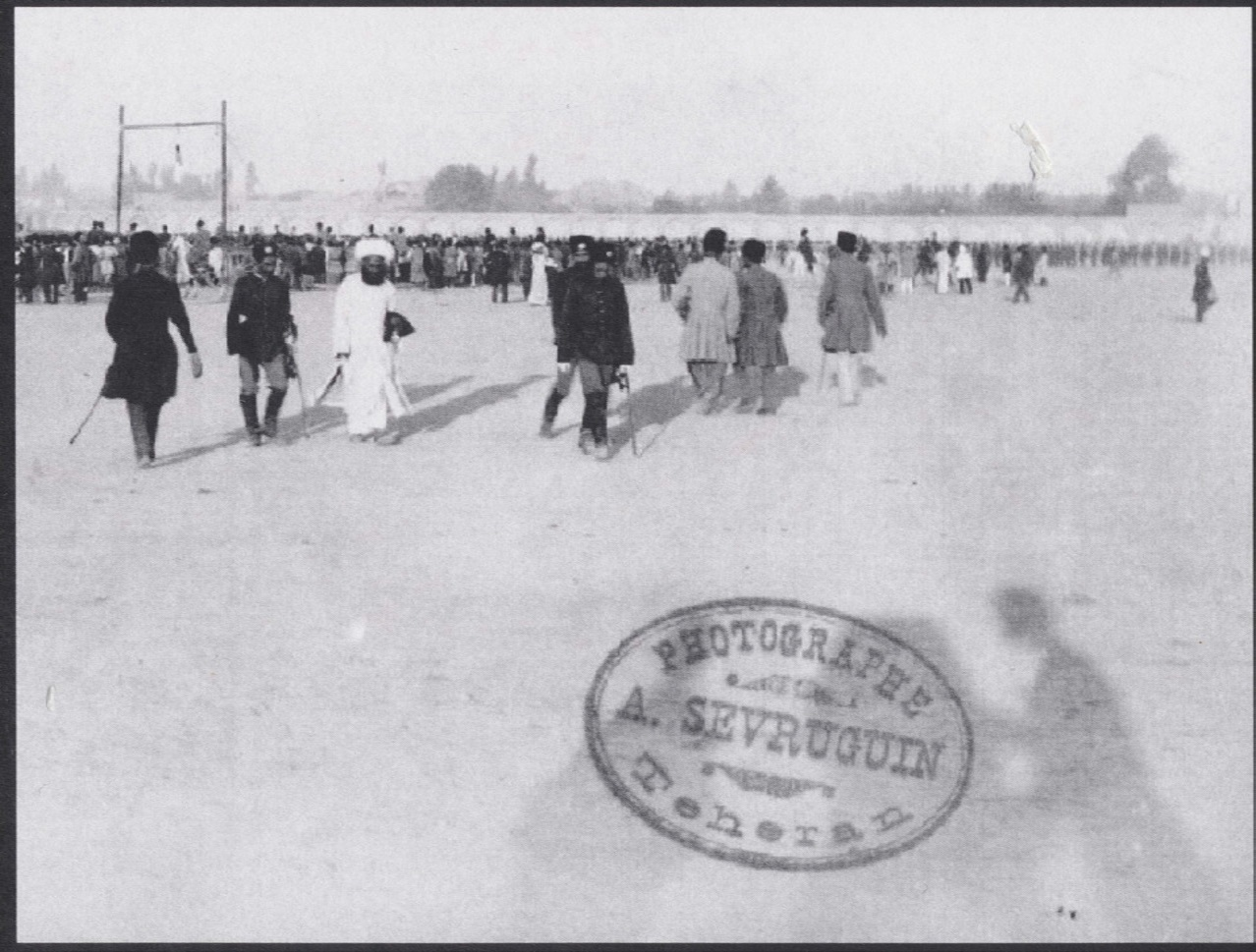
مراسم اعدام میرزا رضای کرمانی
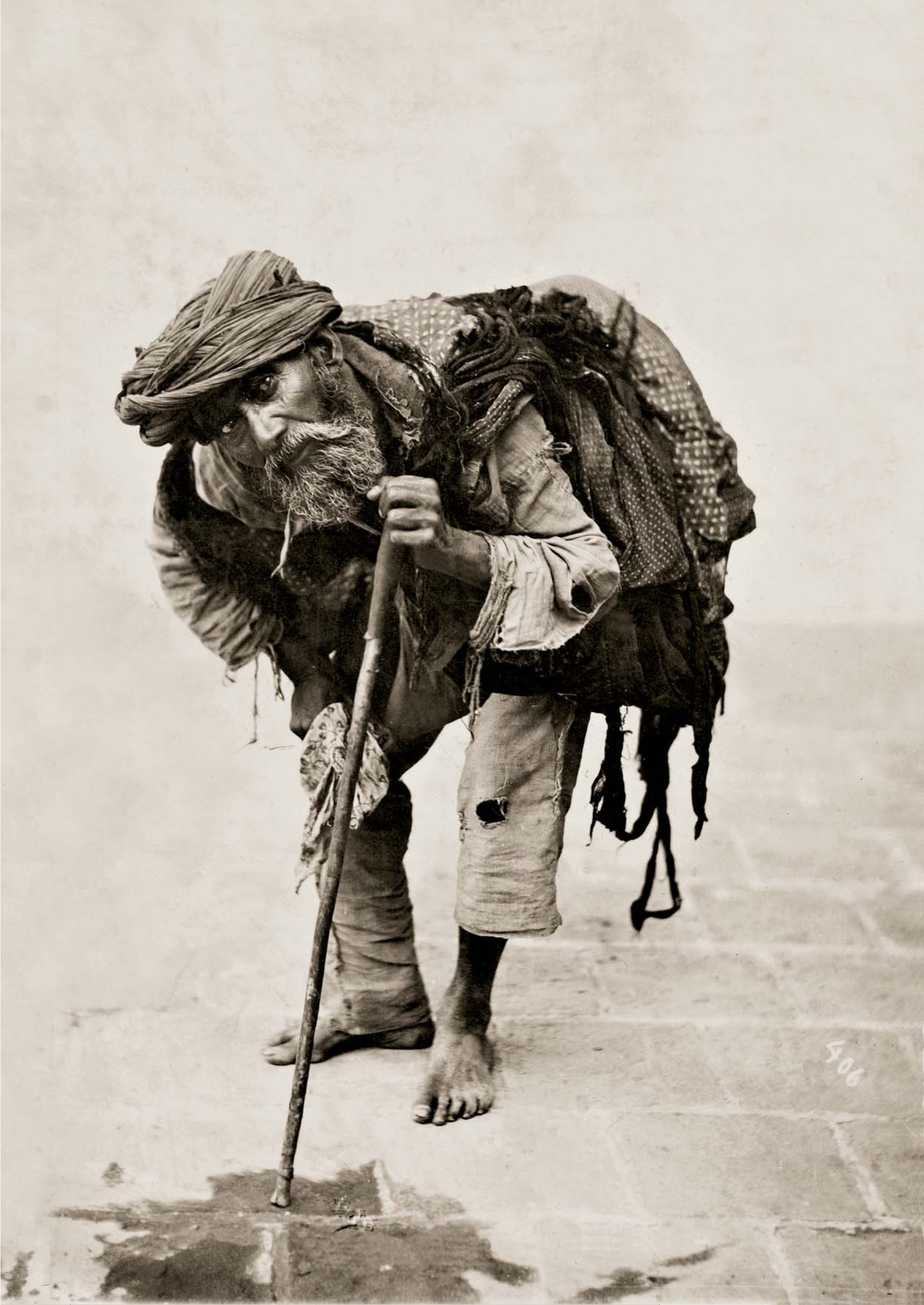
یک گدا در تهران
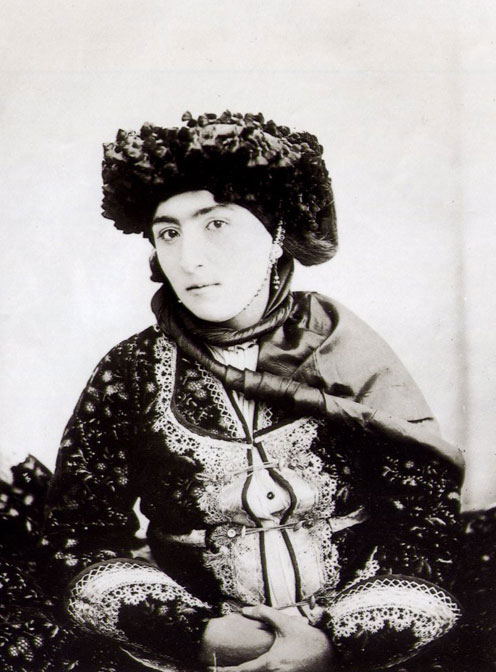
دختر کرد
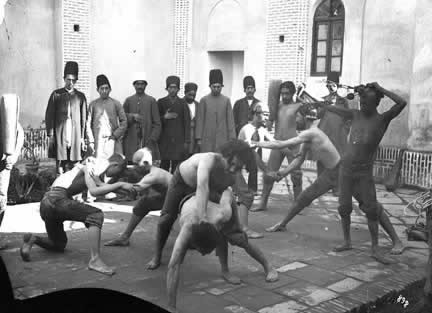
زورخانه
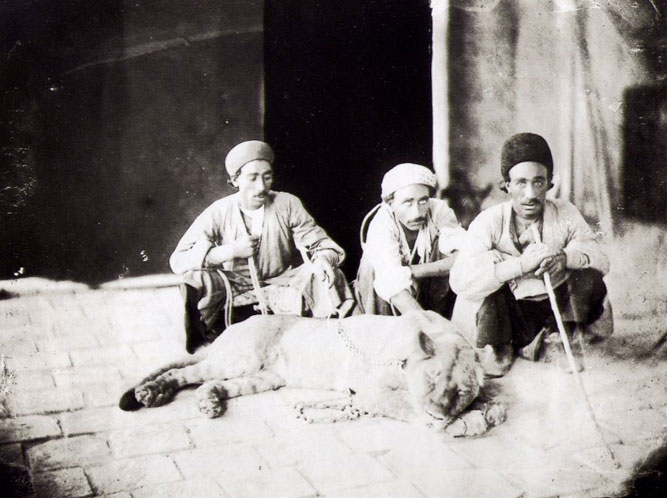
مردان با شیر خانوادگی
عزیمت ناصرالدین‌شاه به دشت لار مازندران برای شکار